# Dalophia welwitschii
Dalophia welwitschii — вид плазунів з родини амфісбенових (Amphisbaenidae). Ендемік Анголи. Вид названий на честь австрійського ботаніка Фрідріха Вельвича.

## Поширення і екологія
Dalophia welwitschii відомі з двох місцевостей, одна з яких розташована серед скель Пунго-Андонго, а друга — в районі ГЕС Лаука на річці Кванза. Вони живуть в лісистих саванах міомбо, на висоті від 900 до 1100 м над рівнем моря.